# California United Strikers FC
Der California United Strikers FC ist ein US-amerikanisches Fußball-Franchise aus Irvine, Kalifornien. Seine Heimspiele trägt das Franchise im Championship Soccer Stadium aus.

## Geschichte
Das Franchise wurde bereits am 10. Mai 2017 gegründet. Die ursprünglichen Planungen betrafen einen Einstieg in die NASL, zur Saison 2018. Aufgrund der instabilen Lage der Liga zog man Anfang 2018 dieses Vorhaben aber wieder zurück. Mitte November 2018 wurde schließlich angekündigt, dass es geplant ist, am Founders Cup der NPSL teilzunehmen und hier anschließend auch mit in die Saison 2020 zu starten. Diese Teilnahme wurde jedoch am 2. März 2019 wieder zurückgenommen. Ein paar Monate später am 10. Juni 2019 wurde dem Franchise dann ein Startrecht in der NISA gewährt.
Hier startete man nun in die erste Saison im Herbst 2019, innerhalb der West Coast Tabelle sicherte man sich mit neun Punkten den zweiten Platz, womit man an den Playoffs teilnahm. In diesen traf man auf das über ihnen platzierte Los Angeles Force und gewann nach Elfmeterschießen mit 5:3. Damit sicherte man sich direkt einen Playoff-Platz für die Saison im Frühling 2020, welche nach zwei Spielen für das Franchise aufgrund der Covid-19-Pandemie aber abgebrochen wurde. Die Herbst-Saison 2020 wurde dann in verschiedenen Spielformen durchgeführt, welche nach einer kurzen Positionierungsrunde direkt Playoffs für die Teams mit sich brachte. Groß behaupten konnte das Franchise sich hier jedoch nicht, womit man auch die Finalrunde verpasste. Auch in der Frühjahr-Saison 2021 kam die Mannschaft nicht gut davon. Zuerst ging es mit nur zwei Punkten aus der Qualifikationsphase für den Legends Cup hinaus und in der Regular Season schaffte man mit 13 Punkten auch nur den vierten Platz.
Durch den Wechsel auf eine ganzjährige Saison, nahm das Team im Jahr 2021 danach nur an einer verkürzten Herbst-Saison teil, hier sammelte man insgesamt 33 Punkte ein und konnte sich auf dem zweiten Platz positionieren. Seit der Saison 2022 spielt die Mannschaft hier nun in der West Division.